# Fèlix Martí Alpera
Fèlix Martí Alpera   (Cabanyal-Canyamelar, 1875 - Barcelona, 11 de febrer de 1946) fou mestre i pedagog. Va ser una rellevant personalitat del moviment de renovació pedagògica de la Catalunya del primer terç del segle xx.
Martí forma part d'un nou magisteri que ha fet seu el programa regeneracionista i que ha recuperat la dignitat de ser mestre i se sent cridat a transformar la societat a través de l'educació.

## Formació i primers passos professionals
De xiquet assisteix a l'escola del barri mariner de València. Continuà estudis a Escola Normal de València.
Des dels setze anys era mestre. L'any següent va exercir de mestre a la Casa de Misericordia d'Albacete. Decidí, el 1895, ampliar la seva formació a l'Escola Normal de Madrid. Allà freqüentà l'Ateneo de Madrid, una entitat d'amples mires polítiques i intel·lectuals. També el Museo Pedagógico, entrant en contacte amb les propostes educatives de la Institución Libre de Enseñanza.
Després d'un curs a Lorca, l'any 1898, esdevé mestre de l'escola de Cartagena.

## Etapa de Cartagena. La lluita per l'escola graduada
Davant la preocupant i desastrosa situació que es troba el magisteri i l'escola pública espanyola, Fèlix Martí emprèn, des de Cartagena, una àmplia campanya en pro de l'escola graduada amb primera i elemental mesura per a millorar la qualitat de l'escola. La legislació mantenia l'organització com unitària de l'escola fos el que fos el nombre dels alumnes i de mestres. A través d'articles i conferències exposa la necessitat urgent de graduar les escoles com un objectiu que comportarà una major qualitat educativa. Proposa que les escoles en què hi ha diversos mestres, en comptes d'actuar com a escoles unitàries juxtaposades, es fusionin i s'hi creïn grups homogenis per edats. És a dir, un centre dissenyat per graus i on cadascun d'aquests compte amb una aula diferent i el seu mestre corresponent. Organització escolar que porta anys demostrant els seus beneficis als països tinguts per avançats culturalment i econòmica. Martí va aconseguir que l'Ajuntament de Cartagena s'impliqués en l'empresa de reorganitzar l'educació de la ciutat apostant per l'escola graduada. La ciutat decideix erigir un edifici de nova plata amb criteris moderns que es convertí en la primera escola graduada d'Espanya. També en un símbol de la reforma educativa.
Cartagena és una ciutat i un territori que compta amb una burgesia moderna, oberta i dinàmica que genera la seva riquesa a través de la mineria, de l'entramat industrial i del negoci sorgit al seu voltant. Entre aquesta burgesia Martí Alpera troba el suport financer i polític per crear i organitzar una bona i eficaç escola graduada.

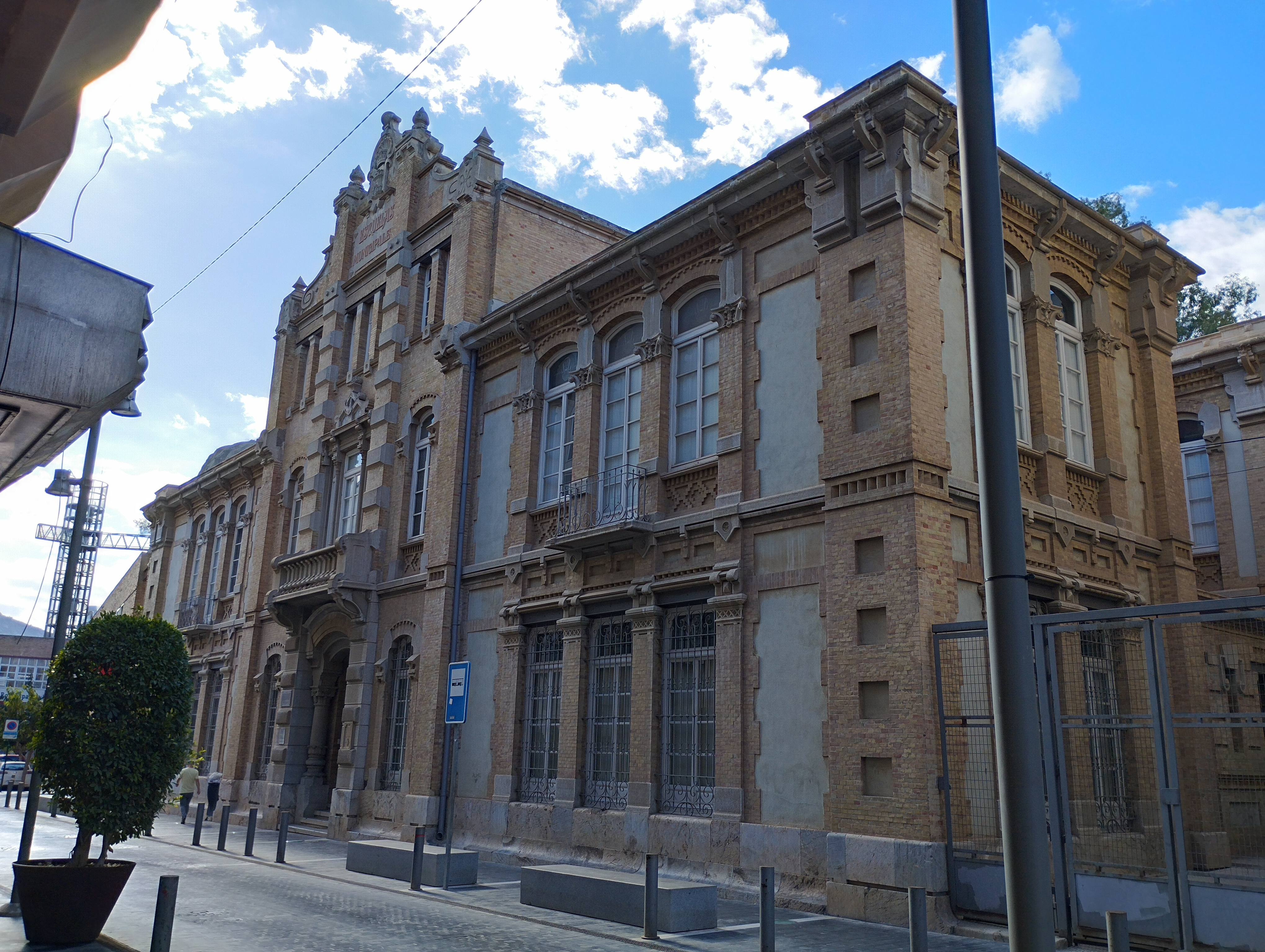
Escuelas Graduades de Cartagena (1903). Una innovadora i modèlica organització escolar impulsada per Fèlix Martí

En 1902, mentre s'aixequen les Escoles Graduades de Cartagena, és pensionat per l'Ajuntament de la ciutat per fer un viatge dirigit a organitzar adequadament l'esmentada escola. Abans Martí havia viatjat a l'Exposició Universal de París on va conèixer polítiques i realitzacions pedagògiques d'avantguarda. Ara visitarà escoles franceses, belgues, alemanyes, suïsses, italianes i espanyoles. Experiència que el marcarà professionalment i que reporta en el seu llibre Per les Escoles d'Europa, obra que provocà un fort impacte entre el magisteri espanyol. En un mes se'n va exhaurir la primera edició. El llibre conté, també, una crua anàlisi de la realitat de l'educació pública a Espanya.
A inicis d'octubre de 1903 s'inauguraven les Escoles Graduades, on durant més de vint anys Martí desenvoluparà una intensa activitat professional. Durant aquests anys mestres i inspectors venen a conèixer in situ els plantejaments pedagògics i els avantatges de la primera escola graduada. També la tasca de renovació educativa i didàctica que acomboia Fèlix Martí al seu centre. Malgrat l'admiració que despertava l'escola graduada, el context de l'escola pública espanyola era ben diferent i preocupant.
De la seva estada a Cartagena destaca la seva preocupació per la primera infància. Des de 1908 era membre de la Junta de Protecció de la Infància, des d'on emprengué la construcció de la Casa del Niño, una lluminosa escola per a infants finançada per aportacions popular i rifes.

## La reforma de l'escola rural
En una Espanya on la majoria de la seva població es dedicava a l'agricultura i habitava en petits pobles, l'escola rural era un element imprescindible en la tasca de regeneració social i política en què se sent compromès Fèlix Martí Alpera. Fet que ho corrobora la seva pràctica professional i els seus contactes amb nombrosos mestres i que el portà al convenciment que la millora de l'escola rural era una peça bàsica de la reforma educativa.
De nou pensà que calia recollir les experiències positives d'altres països. El 1911 sol·licitarà de la Junta d'Ampliación de Estudios poder visitar escoles rurals de Dinamarca, Noruega, Suècia, França, Suïssa, Bèlgica i Holanda.
Fruit d'aquest viatge serà la seva monografia Las escuelas rurales. En aquesta obra analitza l'estat de les escoles rurals espanyoles, de com es troben desateses i de la situació política i social de l'Espanya agrícola i pescadora del seu temps, tot proposant pautes per la seva organització i problemàtica.

## Etapa barcelonina. El Grup Escolar Baixeras

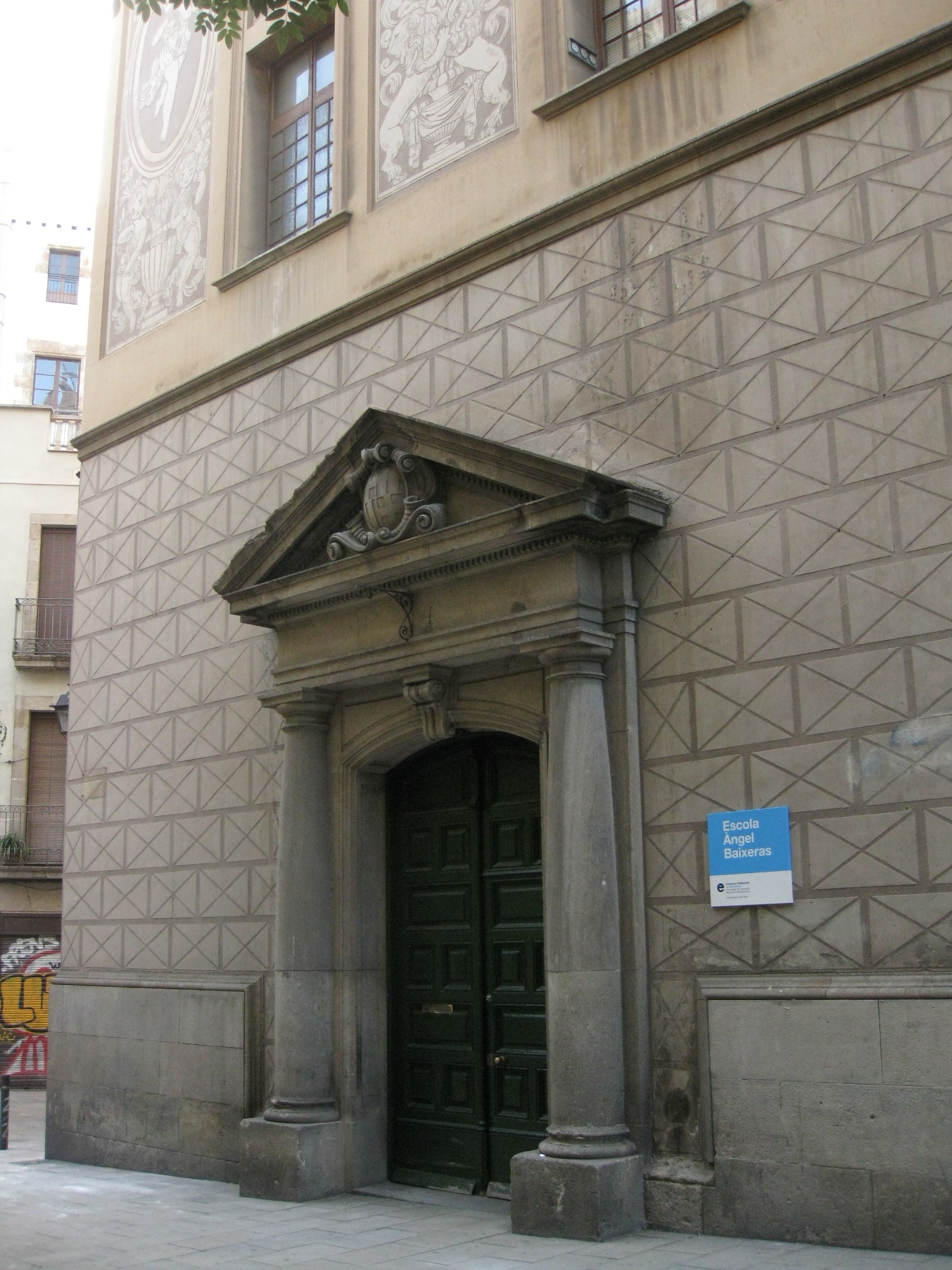
Portal del noucentista Grup Escolar Baixeras del qual Fèlix Martí Alpera en fou el primer director.

Martí Alpera esdevé, el 1920, regent de l'Escola Annexa de pràctiques de l'Escola Normal de Barcelona. Allà hi trobà un ambient de gran sensibilitat per l'educació i que apostava decididament per la renovació pedagògica. L'Ajuntament barceloní, des de la ruptura de la xarxa del caciquisme, trobà el consens per afrontar la greu problemàtica educativa d'una ciutat que, el 1900, té un terç dels infants sense escolaritzar i més del 48 per cent de la ciutadania és analfabeta. L'escola primària, l'educació social i la formació professional seran prioritats polítiques del municipi. El primer intent d'aquesta política fou el Pressupost Extraordinari de Cultura de 1908, avortat per ordre governativa pels seus plantejaments laïcistes i en coeducació.
L'any següent, Manuel Ainaud, ànima i motor de l'obra pedagògica del municipi barceloní, el cridarà per a confiar-li el Grup Escolar Baixeras, el primer edificat per l'Ajuntament de Barcelona. Mitjançant la fórmula de traslladar-hi l'escola de pràctiques de magisteri. De nou Martí Alpera, com havia passat a Cartagena, disposa d'un edifici escolar que revoluciona la concepció existent. En efecte, el Grup Escolar Baixeras, obra de l'arquitecte Josep Goday, com edifici escolar s'apartava de la tipologia vigent. Va constituir-se en prototip «de construcció massiva que permet l'organicitat interna, garantia alhora de bellesa i funcionalisme càlid i ric». Era un edifici que expressava els valors socials del Noucentisme basats en el classicisme, la cultura, l'orde i la mediterraneïtat. Laborat des del convenciment que una escola bella i funcional era ja, per si mateixa, un potent mitjà educador.
Baixeras és una escola dedicada als fills dels treballadors i dotada amb uns extraordinaris mitjans materials. Martí s'envolta, a més, d'un excel·lent equip pedagògic. El règim del Patronat Escolar de Barcelona permet una eficaç política municipal de professorat. Escollit aquest entre el magisteri públic, passa a dependre del municipi. L'alt nivell pedagògic de les seves escoles, les facilitats per a la formació continuada i la dignificació dels salaris (doblant els pagats per l'Estat), va permetre reclutar per a l'escola que dirigeix Martí Alpera professorat de qualitat. Baixeras es converteix en una escola de referència per a la pedagogia catalana i espanyola per la modernitat i cohesió dels seus plantejaments.
Diàriament, abans de començar les classes, es reuneix l'equip de mestres i el seu director i es plantegen aspectes qualitatius i organitzatius de la marxa docent, però també es treballa i discuteix sobre metodologia i nous plantejaments. Els mestres duen un diari de classe on es planifiquen les actuacions i les avaluen. Un suport viu i reflexiu tant del treball en l'aula com de les discussions en equip.
També Fèlix Martí serà el primer a institucionalitzar la participació dels pares i mares d'alumnes en el procés educatiu, a través de l'associació que s'estableix al Baixeras.
Participa activament en el moviment de renovació pedagògica català i és professor de metodologia escolar en l'Escola d'Estiu de 1921. Les seves preocupacions no només se cenyeixen a l'àmbit escolar. S'implica activament en la vida social i cultural ciutadana.
L'experiència de Martí Alpera en el Grup Escolar Baixeras no és només tangible en el camp metodològic. Aconsegueix convertir l'escola en un agent actiu d'educació social. El seu alumnat procedent de les famílies obreres que habiten la ciutat antiga és educat per a una societat democràtica fent que els valors cívics i de progrés social siguin una experiència viva ja a l'escola.

## El Grup Escolar Pere Vila
Després d'una llarga i significativa paralització de les obres durant la Dictadura de Primo de Rivera, la sèrie de grups escolars projectats per l'Ajuntament de Barcelona culminen la seva construcció. El 29 març de 1931, en ple clima de les eleccions que conduirien a la Segona República, s'inauguren oficialment. El grup màxim, el Pere Vila obra també de Goday, és confiat a la direcció de Fèlix Martí Alpera. Es tracta d'un edifici monumental presidit, emblemàticament, per una biblioteca i envoltat d'amplis patis i jardins. És un centre per a nens i nenes dotat de 32 classes i organitzades en tres graus de parvulari i set de primària. I amb una dotació de prop de 40 mestres, més el personal no docent.
Les classes hi van començar al setembre, ja amb la Generalitat republicana instaurada i amb un Ajuntament governat per Esquerra Republicana de Catalunya. Seguint el model experimentat a Baixeras, Martí realitza una direcció democràtica i participativa. El professorat és per a ell la peça fonamental de la qualitat educativa.

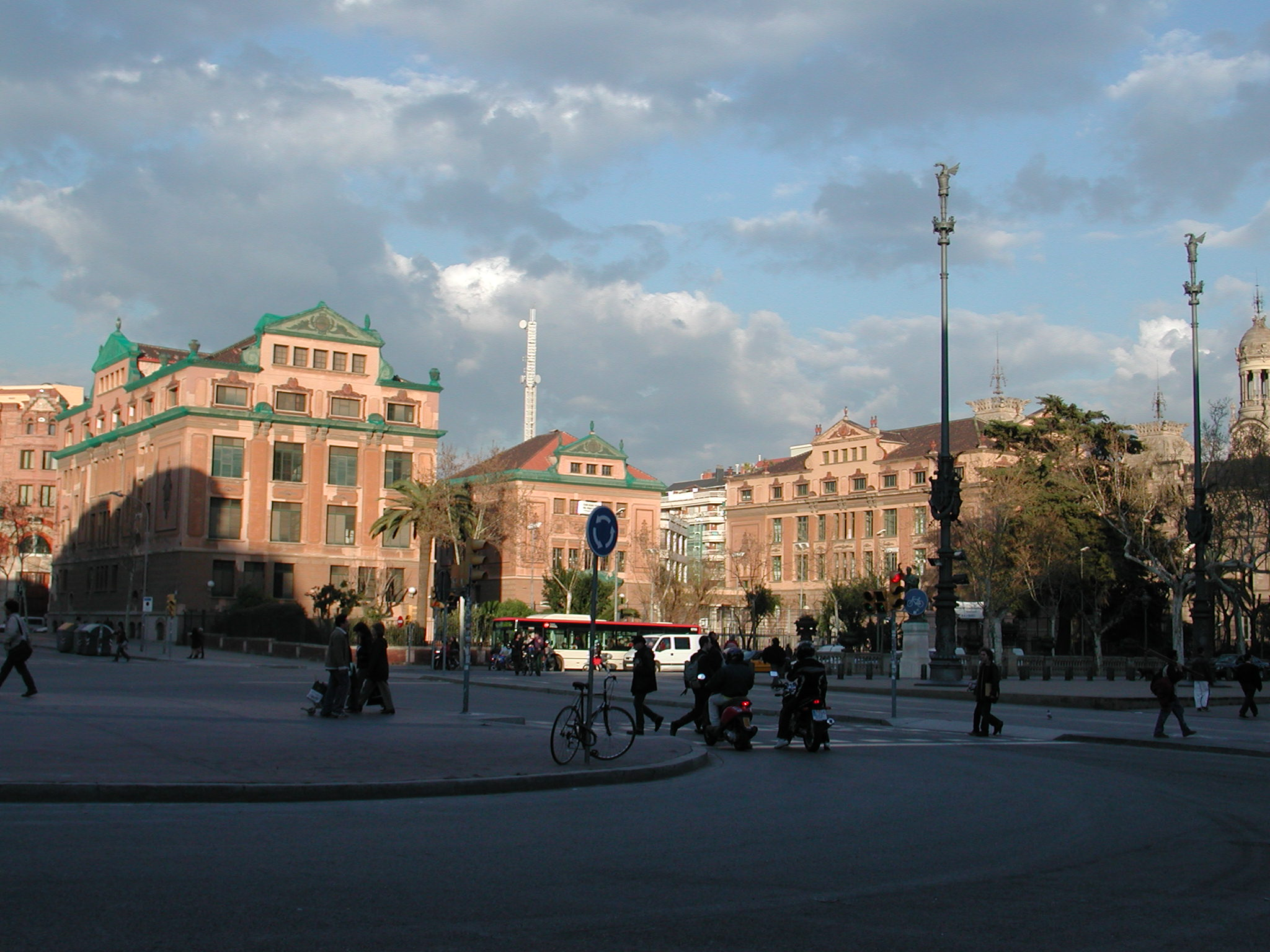
Grup Escolar Pere Vila de Barcelona on Fèlix Martí Alpera desenvolupà el Mètode de Projectes.

Seguiran en el seu nou centre les reunions quotidianes del professorat i el diari de classe com base crítica i reflexiva del treball docent. Ara es sistematitzaran i es reserven dos dies per a seminari de formació del professorat, bàsicament amb el suport de la Revista de Pedagogia i de L'École de la vie així com obres pedagògiques d'aparició recent.
El Pere Vila va permetre a Martí Alpera dur fins a les seves últimes conseqüències les agrupacions d'alumnes iniciades en la seva primera escola graduada de Cartagena. L'existència de dues classes paral·leles per nivell escolar va possibilitar una agrupació segons el seu nivell i ritme d'aprenentatge. Partint de la teoria que a major homogeneïtzació del grup d'alumnes més es facilita la tasca del mestre i l'aprenentatge, es van agrupar en les classes. Aquesta selecció es realitzava mitjançant tests i proves, dins el marc de l'optimisme de l'època per l'orientació escolar i professional que es vivia en els ambients educatius catalans renovadors.
També el nou marc polític republicà afavoreix els plantejaments educatius renovadors. Martí Alpera fa una la gradual transició, des de la separació entre nens i nenes, vers el règim de coeducació. Evitant la confrontació social i ideològica que suscitava entre alguns sectors socials. La introducció del català en l'escola, ja defensada per ell en el Congrés de Primera Ensenyança de 1909-1910, és especialment interessant. Amb sorprenent modernitat, basa l'aprenentatge bilingüe en plantejaments d'immersió lingüística.
L'educació per a la vida pràctica, de clara inspiració montessoriana, banyava les activitats escolars o els nous plantejaments de l'educació física. Aquest ambient de qualitat i renovació educativa va atreure nombroses visites al Baixeras i al Pere Vila, sobretot de mestres.
Destacable fou la posada en pràctica del Mètode de Projectes adoptat en algunes classes del Pere Vila. Aquest mètode, difós per William Heard Kilpatrick, parteix d'un projecte a desenvolupar en comú. Això permet plantejar les tasques escolars sobre objectius clars i tangibles que fan que l'aprenentatge sigui significatiu. La planificació d'una empresa i la seva realització, afavoreix la racionalització i el plantejament d'estratègies d'actuació personal i en comú. Allunyant-se així de les concepcions basades en la simple informació i la seva memorització. La implantació d'aquesta metodologia no és aliena a l'interès que se sent durant la República pels mètodes socials. És a dir, per aquelles metodologies que afavoreixen la solidaritat social, el treball cooperatiu i l'aprenentatge de pautes de convivència democràtica. Assajos com el mètode de projectes mostren la preocupació de Martí Alpera, i dels àmbits pedagògics, de donar resposta al difícil clima de convivència civil que viu la República i a la dificultat de vertebrar a l'escola catalana i espanyola una educació moral i cívica republicana.

## L'obra pedagògica editorial
En la vintena llarga d'anys a Cartagena, Fèlix Martí enceta una obra editorial que es proposa renovar i replantejar els textos escolars. És una forma indirecta d'augmentar la qualitat educativa. La seva rica experiència, a Cartagena, al Baixeras i al Pere Vila, no és aliena a la seva fèrtil producció editorial que es reforçà des de la seva arribada a Catalunya.
La seva bibliografia es divideix en dos grans camps. Un aplega obres d'anàlisi, reflexió i proposta pedagògiques. L'altre és una voluminosa producció de llibres escolars. En aquest darrer àmbit, Martí Alpera serà el traductor a escala del currículum dels grans anhels del reformisme social que anima al magisteri espanyol. Aquesta és la seva contribució fonamental: a través de la renovació didàctica: convertir l'escola en pacífica i eficaç arma d'acció social.
Els seus llibres de didàctica no són pas un model d'ensenyament actiu, però són una proposta progressista en el trist panorama de l'escola espanyola. Fruit del coneixement realista de la situació de la gran part del magisteri. Martí Alpera coneix suficientment el magisteri per a parlar el seu llenguatge, conèixer les seves possibilitats reals, i és des d'aquí que proposa la seva alternativa metodològica i de progrés social. La seva pedagogia és possibilista i en això es basa el seu èxit i el seu enorme i eficaç presència entre el magisteri espanyol. Exemple d'aquests reconeguts textos escolars és la sèrie graduada de llibres de lectura premiada al concurs de l' Asociación Nacional del Magisterio Primario. O la seva coneguda Enciclopedia Escolar. Prova de la seva utilitat, fou la seva publicació després de la Guerra Civil sense esmentar-ne l'autor.

## Franquisme i repressió. La perduració del seu llegat
La tasca de Martí Alpera a les escoles públiques municipals de Barcelona fou truncada per la repressió franquista. Un dels millors mestres de la Catalunya i l'Espanya del moment seria expulsat del magisteri, amb les conseqüències humanes i econòmiques que comportava, malgrat la seva integritat professional i humana. Tot i l'aval a favor seu de persones del nou règim. Martí Alpera era un símbol de l'escola que el franquisme volia fer desaparèixer i oblidar. Morí la postguerra, el 1946.
A la fi de la dictadura i entrada la Transició un grup d'educadors i educadores organitzaren un homenatge a Fèlix Martí Alpera, a Barcelona, el 1979, amb la intenció de recuperar la seva persona i el seu importat llegat pedagògic. De les aportacions a aquest homenatge eixí la publicació Fèlix Martí Alpera (1878-1946), la seva contribució a l'escola pública.
També a Cartagena i a Múrcia, l'any 2011, s'organitzà l'exposició «Fèlix Martí Alpera, un mestre i l'escola del seu temps». Per l'octubre de l'any següent, l'Institut d'Estudis Catalans acollí a la seva seu de Barcelona aquesta exposició d'homenatge al mestre valencià en el norantè aniversari del Patronat Escolar de Barcelona.
El 2011, amb una documentada introducció de Pedro Luis Moreno, es van editar les Memorias manuscrites de pedagog valencià. Una obra clau per conèixer la seva obra i la seva personalitat.
La Biblioteca de la Universitat de Múrcia conserva el Fondo Félix Martí Alpera, donat per la seva família.

## Selecció de publicacions
- Fèlix Martí Alpera. Por la escuelas de Europa, Madrid: Hernando, 1904. 2ªed.
- Fèlix Martí Alpera. Las escuelas rurales. Girona-Madrid: Dalmau Carles, Pla, S.A., 1934.
- Fèlix Martí Alpera. Ensayos del método de proyectos. Madrid: Publicaciones de la Revista de Pedagogia, 1934.
- Fèlix Martí Alpera, Memorias. Múrcia : Universidad de Murcia, 2011. Edició i introducció de Pedro Luis Moreno.
- Fèlix Martí Alpera, Por la escuela pública y la infancia. Madrid : Biblioteca Nueva i Ministerio de Educación, Política Social y Deporte, 2008. (Antologia de textos a cura de Pedro Luis Moreno).